# Giambo
Il giambo (in greco antico: ἴαμβος?, íambos) è un tipo di piede adoperato nella metrica classica, dallo schema ∪ —. Esso è formato da un'arsi di una sillaba breve e di una tesi di una sillaba lunga, conta tre morae e appartiene al genos diplasion (γένος διπλάσιον), dal momento che il rapporto tra arsi e tesi è 1:2.

## Origini
In realtà in origine fu il metro a prendere il suo nome dal genere letterario della poesia giambica, satirica e aggressiva, quasi sempre composta in questo metro, e non viceversa. L'etimologia di giambo (in greco antico: ἴαμβος?, íambos) resta ignota, forse di origine pre-greca (come ditirambo). Gli antichi accostavano la parola al nome di Iambe (Ἰάμβη), una vecchia serva del re di Eleusi Celeo, che con le sue battute e scherzi avrebbe indotto a ridere la dea Demetra, inconsolabile a causa della scomparsa della figlia Persefone; oppure lo si faceva derivare dal verbo ἰαμβίζω (iambizō), che significa "scherzare, prendere in giro", o da ἰάπτειν, ovvero "scagliare", "colpire"; oppure da Ἴαμβος, un guerriero che mentre lanciava il giavellotto si muoveva in maniera claudicante.
Tali etimologie sono rifiutate dai moderni, che ritengono invece che sia il nome proprio sia il verbo derivino dalla terminazione in -αμβος, che accostano a parole come thriambos e ditirambo, nomi di canti che si riferiscono al culto di Dioniso, e la cui etimologia è di origine pre-greca. La connessione del giambo a Demetra e ai culti della fertilità non sembra casuale, come paiono indicare altre fonti sui misteri eleusini e sugli scherzi rituali ad essi collegati. In ogni caso il giambo è associato, sin dalla sua presunta origine mitica, allo scherzo, alla battuta, al motteggio, come testimoniano i temi della poesia giambica. Si pensa anche che possa derivare dal nome Ἴαμβος, figlio di Ares, abile lanciatore di giavellotto, il cui incedere asimmetrico sarebbe paragonato al ritmo zoppicante del giambo, caratterizzato da una sillaba breve e una lunga.

## Uso
I versi giambici sono, dopo l'esametro, tra i metri greci più antichi. Soli o in unione con altri metri epodici, i metri giambici furono largamente adoperati nella poesia giambica e nella metrica corale e continuarono ad essere usati sia nella poesia alessandrina che in quella latina; nell'età classica, inoltre, il trimetro giambico divenne il metro abituale delle parti parlate della tragedia e della commedia, e il modello da cui i romani trassero il senario giambico.

## Particolarità
Di norma, quando il giambo compare in un numero pari di unità, si conta per metri, e non per piedi; cosa che non accade quando i giambi sono dispari.
Il giambo ammette molteplici sostituzioni, anche se con forti variazioni a seconda del genere d'uso e del tipo di verso. L'equivalenza del giambo con l'anfibraco (∪ ∪ ∪) mantenendo la misura di tre more, non crea difficoltà; la soluzione spondaica (— —) in cui la prima sillaba lunga è detta irrazionale (si veda metrica classica), non è rara, ma nelle sizigie si incontra solo nel primo giambo di ogni metro; sono possibili anche soluzioni dattiliche (— ∪ ∪) o anapestiche (∪ ∪ —). Il tempo forte, in ogni caso, rimane nella seconda parte del piede. L'arsi, talvolta, poteva essere sincopata; non è chiaro però se la sillaba cadesse semplicemente o se e quando ci fosse protrazione sulla sillaba successiva.

## Metri giambici

### Monometro giambico
Questo colon ha schema ∪ — ∪ — ammette la sostituzione della prima breve con lunga irrazionale e di solito fa parte di periodi o di strofe di metro giambico o misto; prestandosi soprattutto ad esclamazioni, non di rado è inserito anche tra i trimetri del dialogo, ma può comparire anche in unione con un docmiaco o tra i dattilo epitriti.
Es.
Ἰδοὺ ἰδού (Euripide, Eracle, ver. 904)
Del monometro, sono possibili anche:
1. la forma ipercatalettica: ∪ — ∪ — X, che si trova in qualche colon isolato o nei dattilo epitriti.
2. la forma catalettica:  ∪ — X  ∧ (in cui ∧ sta per la sillaba mancante), identica in apparenza a un baccheo (∪ — —)

### Tripodia giambica
Non è un colon molto frequente, ma non è raro nella poesia drammatica e nella lirica corale. La sua forma pura è:
∪ — ∪ — ∪ —
e così compare, ad esempio, in un verso di Bacchilide (XVII 48)
τάφον δὲ ναυβάται
Da questo schema base, sono possibili varie sostituzioni:
1. con lunga irrazionale nel primo giambo: — — : ∪ — : ∪ —
2. con un anapesto nel primo giambo:  ∪  ∪ — : ∪  — : ∪ —
3. con un tribraco iniziale:  ∪  ∪  ∪ :  ∪ — :  ∪ —
4. con un dattilo iniziale —  ∪  ∪ :  ∪ —:  ∪ — ∪ —

Altre sostituzioni sono possibili, ma più rare.
La tripodia dattilica può comparire in forma isolata, ma più spesso viene invece associato ad un docmio.

### Dimetro jambico
Il saturnio è suddiviso in due unità ritmiche contrapposte, dette cola, separate da un'accentuata pausa centrale, detta dieresi. Il primo emistichio è normalmente un dimetro giambico catalettico. Il secondo può essere un reiziano o un itifallico e presenta una notevole varietà di ritmi e soluzioni. Il grammatico Cesio Basso, individuò come esempio di verso saturnio perfetto il seguente:
• « malum dabunt Metelli Naevio poetae », ossia il celebre verso che la potente famiglia romana dei Metelli avrebbe indirizzato al poeta Nevio per rispondere alle accuse contenute nelle sue opere.
• Nel caso di questo verso, i due cola sono, rispettivamente, un dimetro giambico catalettico e
una tripodia trocaica acatalettica, il cui schema metrico è il seguente:
```
            • ∪—∪—∪— X | —∪—∪—∪
```

Fra i metri giambici, il dimetro è il colon più frequente nei periodi o nei sistemi. Il suo schema puro è:
∪ —  ∪ — | ∪  — ∪ —
La lunga irrazionale è normalmente ammessa solo nel primo piede di ogni metro; questo tipo di verso però può ammettere, a seconda dei casi, una grande varietà di soluzioni (tribraco, dattilo, anapesto), o presentarsi variamente sincopata.
Il dimetro giambico appare anche in forma catalettica (hemiambus):
∪ —  ∪ — | ∪  — ∪ ∧
Qualora anche il primo piede dell'ultimo metro subisca sincope, si definisce brachicatalettico.
∪ —  ∪ — | . — : — ∧
Il dimetro giambico catalettico è stato variamente usato nella poesia lirica (non corale):
Saffo, ad esempio, ne unisce due a formare un tetrametro dicatalettico, secondo lo schema
∪ —  ∪ — | ∪  — X || ∪ —  ∪ — | ∪  — X
Serie di dimetri giambici catalettici katà stìchon compaiono in alcune odi di Anacreonte e sono uno dei metri preferiti degli autori di Anacreontea
Il dimetro giambico possiede anche una forma ipercatalettica:
∪ —  ∪ — | ∪  — ∪ —| X
Questa forma è particolarmente nota, in quanto appare come terzo verso della strofe alcaica, ma si incontra anche nei versi eolo-coriambici e nei dattilo epitriti.

### Pentapodia giambica
La pentapodia giambica non è un verso comune. La sua forma base è:
∪ — ∪ — ∪ — ∪ — ∪ —
ma le sostituzioni, in particolare lunghe irrazionali e tribraco, non sono rare. Lo si incontra nella lirica corale (Pindaro), in Sofocle ed Euripide. Questo verso è anche presente in Canterbury Tales di Geoffrey Chaucer, in Nathan, il saggio di G. E. Lessing e nel Don Carlos di Schiller, che così hanno contribuito ad affermarlo come verso del teatro classico tedesco.

### Trimetro giambico
Si veda trimetro giambico.

### Tetrametro giambico
Il tetrametro giambico è l'unione di due dimetri giambici, secondo lo schema:
∪ —  ∪ — | ∪  — ∪ — ||∪ —  ∪ — | ∪  — ∪ —
Questo tipo di verso si incontra già in Alcmane e in Alceo.
Un dimetro giambico seguito da un dimetro giambico catalettico forma un tetrametro giambico catalettico:
∪ —  ∪ — | ∪  — ∪ — ||∪ —  ∪ — | ∪  — ∪ ∧
Lo si incontra già tra i giambografi (Ipponatte) e di frequente nella Commedia antica. Tale verso è molto libero nelle sostituzioni: negli esempi noti, solo il settimo piede è sempre giambico, mentre tutti gli altri possono assumere forma spondaica, dattilica o anapestica.
È inoltre da notare che entrambi i tipi di tetrametro, in quanto composti da due 
cola, hanno normalmente la pausa (una dieresi, in questo caso)  a metà verso, dove finisce un colon e inizia il secondo.

### Pentametro giambico
Si veda Pentametro giambico.

### Ottometro giambico catalettico
Verso utilizzato solo dal poeta ellenistico Boisco di Cizico.